# Iwan Mozgowoj
Iwan Aleksiejewicz Mozgowoj (ros. Ива́н Алексе́евич Мозгово́й, ur. 27 września 1927 we wsi Nowomichajłowka w okręgu stalińskim (obecnie obwód doniecki), zm. 7 sierpnia 2005 w Kijowie) – radziecki polityk, członek KC KPZR (1981–1989), członek Biura Politycznego KC KPU (1980–1988).

## Życiorys
W latach 1947–1938 agronom w sowchozie w obwodzie donieckim, od 1951 w WKP(b), 1953 ukończył studia na wydziale agronomicznym Chersońskiego Instytutu Rolniczego, 1953-1955 kierownik wydziału i II sekretarz Komitetu Obwodowego Komsomołu w Chersoniu, od 1955 do marca 1962 sekretarz KC Komsomołu Ukrainy. Od marca 1962 do 1966 II sekretarz Zakarpackiego Komitetu Obwodowego KPU, od 1966 do 6 października 1972 I sekretarz Rówieńskiego Komitetu Obwodowego KPU, od 18 marca 1966 do 19 czerwca 1990 członek KC KPU. Od 5 października 1972 do 28 marca 1980 I sekretarz Komitetu Obwodowego KPU w Chersoniu, od 5 marca 1976 do 23 lutego 1981 członek Centralnej Komisji Rewizyjnej KPZR, od marca do maja 1980 I zastępca przewodniczącego Rady Ministrów Ukraińskiej SRR. Od 15 kwietnia 1980 zastępca członka, a od 28 maja 1980 do września 1988 członek Biura Politycznego KC KPU i równocześnie sekretarz KC KPU, od 3 marca 1981 do 25 kwietnia 1989 członek KC KPZR, od września 1988 na emeryturze. Od 1990 do śmierci przewodniczący Ukraińskiego Związku Chłopskiego, od 1998 do śmierci głowa Ukraińskiej Konfederacji Agrarnej. Deputowany do Rady Najwyższej ZSRR od 7. do 11. kadencji.

## Odznaczenia
- Order Lenina (trzykrotnie)
- Order Rewolucji Październikowej
- Order Czerwonego Sztandaru Pracy
- Order „Znak Honoru”
- Order „Za zasługi” (Ukraina) III klasy